# John Gardiner, Baron Gardiner of Kimble

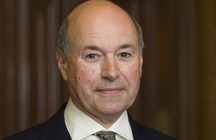
John Gardiner, Baron Gardiner of Kimble

John Gardiner, Baron Gardiner of Kimble (* 17. März 1956) ist ein britischer Life Peer, der seit 2010 für die Conservative Party im House of Lords sitzt.
Gardiner ist Anwalt und hat sich auf Steuerrecht spezialisiert. Er ist stellvertretender Leiter der Countryside Alliance.
Er ist verheiratet mit der Bildhauerin Olivia Musgrave. Gardiner lebt in London und Suffolk. Von 1992 bis 2006 war er Vorsitzender von Vale of Aylesbury with Garth and South Berks Hunt und 2007 Präsident der Buckinghamshire County Show.
Am 23. Juni 2010 wurde er als mit dem Titel Baron Gardiner of Kimble, of Kimble in the County of Buckinghamshire, zum Life Peer erhoben.